# Corsarul de fier
Corsarul de fier (1966) este o nuvelă sau roman scurt de aventuri al autorului român George Anania, primul scris de acesta fără colaborarea lui Romulus Bărbulescu. El a apărut în numerele 2-3 ale noii colecții Clubul temerarilor, lansată de editura Tineretului și continuată de editura Ion Creangă între anii 1966-70.

## Considerații generale

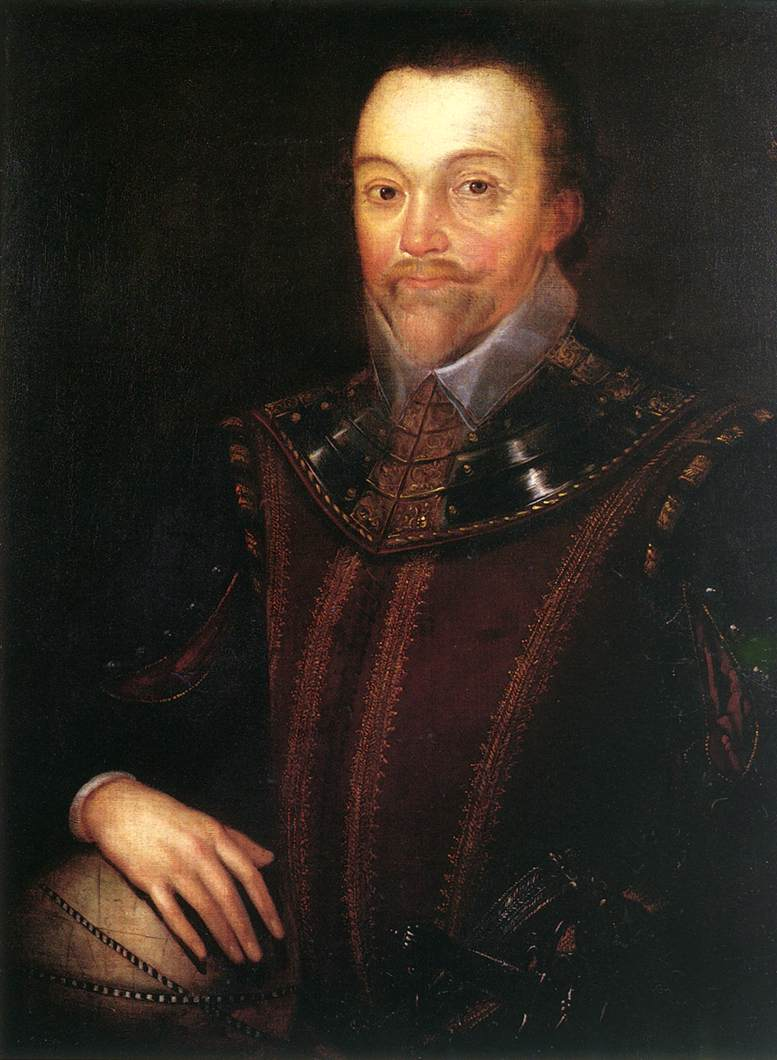
Francis Drake

Corsarul de fier relatează istoria romanțată a lui Francis Drake (1540-1596), corsar, navigator, neguțător de sclavi și politician britanic din era elisabetană. În anul 1581 el a fost ridicat la rangul de cavaler de către regina Elisabeta I a Angliei, ocupând poziția a doua în fruntea flotei care a luptat în 1588 împotriva Invincibilei Armada spaniole. Între 1577 și 1580 a realizat cea de-a doua circumnavigare a lumii, descoperind în sudul Americii strâmtoarea care avea să îi poarte numele, situată la o latitudine mai sudică decât strâmtoarea Magellan.
George Anania prezintă câteva evenimente care au marcat ascensiunea și cariera eroului englez, unele dintre ele nerespectând adevărul istoric. De exemplu, tatăl lui Francis, Edmund, este prezentat ca fiind preot protestant, când în realitate el a fost fermier. În timpul Bătăliei de la  San Juan de Ulúa (1568), Francis a navigat sub comanda vărului său de gradul al doilea Sir John Hawkins. Cartea nu prezintă legătura de rudenie dintre cei doi, ci chiar pune accent pe disprețul lui Drake față de Hawkins, care culminează cu uciderea celui din urmă prin intermediul unei lovituri de tun. În realitate, Hawkins a scăpat cu viață în urma acelei bătălii și a mai navigat alături de Drake în 1595, călătorie care avea să le fie fatală amândurora.

## Intriga
După ce își face ucenicia pe mările lumii, tânărul Drake pornește într-un voiaj comercial către America alături de prietenul său din copilărie, Tom Black,. Spre marea lor disperare, averea pe care o agonisiseră cu mare trudă este confiscată de spanioli, iar cei doi se văd obligați să revină înapoi la bordul unui vas olandez.
Dornic de răzbunare, Francis se înrolează în flota condusă de John Hawkins, menită să atace și să jefuiască vasele spaniole. Expediția se sfârșește cu un eșec, singura care scapă în bătălia purtată la San Juan de Ulúa fiind corabia lui Drake. Zece ani mai târziu, acesta îi cere reginei Elisabeta a Angliei permisiunea de a porni din nou după comori. Mica flotă care îi este pusă la dispoziție se dedă la acte de piraterie, atacând fără discernământ atât vase de diferite naționalități, cât și porturi și corăbii spaniole.
Călătoria este marcată de reușite și eșecuri. Drake se vede nevoit să îl execute pe reclacitrantul căpitan Doughty, deși o face cu inima grea, deoarece acesta este tatăl iubitei lui, Mariane. Corăbiile sunt împrăștiate de furtuni, dar, cu toate acestea, Drake reușește să adune comori și să facă al doilea ocol al lumii după Fernando Magellan, descoperind cu această ocazie o nouă legătură între oceanele Atlantic și Pacific.
Revenirea în Anglia nu se desfășoară sub auspiciile dorite, nobilimea dezavuând expediția lui Drake. Însă evenimentele externe îl aduc din nou în grații pe amiral: iminenta izbucnire a războiului cu Spania o determină pe regină să îi acorde din nou atenția ei lui Drake, pe care îl ridică la rangul de cavaler.

### Capitolele cărții
- 1 - Ucenicie în Atlantic
- 2 - ”Căprioara de aur”

## Lista personajelor
- Francis Drake- amiral și corsar britanic, unul dintre cei mai înverșunați dușmani ai spaniolilor
- Tom Black – marangoz (dulgher), prieten din copilărie și secund al lui Francis
- John Hawkins – căpitan al corsarilor britanici, văr cu Drake
- Elisabeta I a Angliei – regina Angliei între 1558 și 1603
- Edmund Drake - preot în orășelul Tavistock, comitatul Devon, tatăl lui Francis
- David – marinar în flota condusă de John Hawkins
- Mariane - iubita lui Francis
- Căpitanul Doughty – tatăl Marianei și căpitan de vas în flota britanică
- Dick – călăuză pe insula Capului Verde
- Jane - soția lui Tom